# اچ‌ان‌ال‌ام‌اس مدوسا (۱۹۱۱)
اچ‌ان‌ال‌ام‌اس مدوسا (۱۹۱۱) (به انگلیسی: HNLMS Medusa (1911)) یک کشتی بود که طول آن ۴۹٫۶۸ متر (۱۶۳ فوت ۰ اینچ) بود. این کشتی در سال ۱۹۱۱ ساخته شد.